# Wainuiomata
Wainuiomata est une importante banlieue de la ville de Lower Hutt, située dans la région de Wellington dans l'Île du Nord de la Nouvelle-Zélande.

## Population
Lors du recensement de 2013 en Nouvelle-Zélande, le secteur de la ville de Wainuiomata avait une population de 16 786 habitants.

## Toponymie
Le nom de la ville est souvent abrégé en 'Wainui' par les résidents locaux .
Le mot 'Wainui-o-mata' est un nom Māori formé des mots Wai = eau, Nui = gros, O = de, et Mata – qui peut faire référence à un nom de femme.
L'origine du mot est discuté  mais on accepte communément le fait que la traduction fait référence à une femme, qui a franchi les collines de "Wainuiomata Hill" pour échapper à des tribus de maraudeurs venant du nord et qui s’assit, pleurant, près du ruisseau, après le massacre de sa parenté.
De cela nous avons «faces streaming with water» ou «tears » (pleures) bien que cela puisse aussi faire référence à un grand bassin d'eau qui siège au-delà de la surface humide (face) de l'extrémité nord de la vallée, ou de la rivière elle-même, qui est connue pour inonder la route côtière de la vallée de Wainui.

## Géographie
Les collines entourent Wainuiomata de 3 cotés.
La topographie locale réduit ainsi l'effet des flux du vent, dont il résulte des températures minimums plus basses en hiver et des températures maximums plus élevées en été que dans les autres parties de la région de Wellington et de la vallée de Hutt.
La vallée du fleuve Orongorongo , accessible via la vallée de la rivière  Wainuiomata, est caractérisée par ses promenades dans le bush et ses paysages spectaculaires de forêt native.

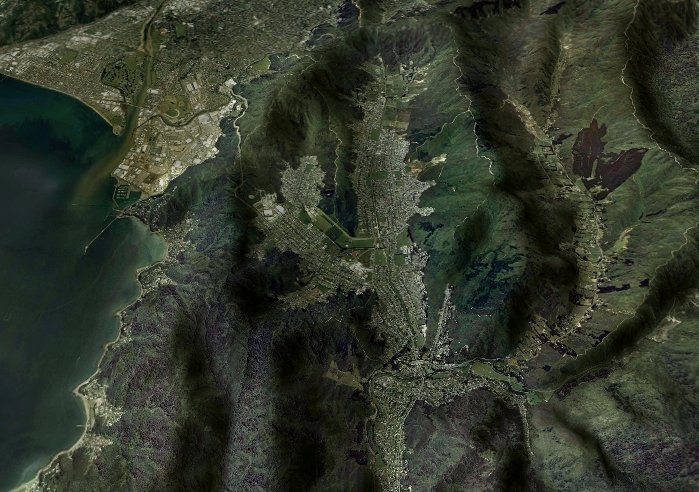
Une vue aérienne de la vallée de Wainuiomata: la vallée de Hutt et le mouillage de Wellington Harbour apparaissent vers la gauche avec la vallée de Moores vers la droite

Un panorama à 360 degrés pris à 400 pieds au-dessus des collines de Wanuiomata.
Le mouillage de Wellington Harbour peut être vu au loin à gauche avec la ville de Petone et la vallée de Hutt en direction du milieu de l'image. La route dite de « Wainuiomata Hill » peut être aperçue contournant le bord droit de l'image à l'endroit où elle longe la banlieue de Wainuiomata à main droite

## Histoire
Wainuiomata occupe un bassin de la source de la rivière Wainuiomata, situé  entre l'est des collines de Hutt et celles d’Orongorongos.
Il y a peu d'évidence de l'occupation Māori du secteur avant 1840, probablement parce qu'elle était couverte d'une forêt dense et d'importants marais.
Le Séisme de 1855 : séisme de 1855 Wairarapa (en) rehaussa ces terres humides et favorisa l'installation des colons Européens.
Les premiers villages furent basés autour de la rivière où les scieries fournissaient des bois d’œuvre pour la région de Wellington, dont la demande était importante dans les années 1850 à 1860.
Aujourd’hui, le secteur est connu sous le nom de "The Village" bien qu'il ait aussi été connu sous le nom de "Homedale".
La nature isolée de Wainuiomata était un problème pour les premiers colons.
L'étroite route des collines, passant dans le village, en était le seul accès pendant la période des années 1850 à 1860.
À la fin du XIXe siècle, il y avait néanmoins 2 routes dans la vallée : la route principale et l’autre route nommée : 'Fitzherbert Road' (connue localement comme la route du marais "Swamp Road") .

## Économie
L'économie de la ville durant la période initiale fut largement basée autour des scieries de troncs provenant de la forêt située autour de la rivière Wainuiomata.
En 1850, Sir William Fitzherbert mis en route un moulin à flax dans le nord de la vallée  mais cela ne s'avéra pas viable économiquement .
En 1866, l'église méthodiste de la route côtière de ‘Wainuiomata Coast Road’ fut construite sur un terrain donné par le colon Richard Prouse. C'est la plus ancienne église méthodiste et la troisième plus ancienne église de la région de Wellington. Elle fut utilisée pour un service régulier jusqu'à ce que la congrégation devienne trop grande et se déplaça vers la nouvelle église « St Stephens » en 1957.
Une fois que la forêt eut été éclaircie, des élevages de moutons et des fermes laitières commencèrent à représenter une part importante de l'économie locale.
Le village commença à se développer dans les années 1920.
En 1928, la société  « Wainui-o-Mata Development Limited » fut constituée dans le but de développer la vallée de Wainuiomata par l'acquisition de 1600 hectares (ou 4000 acres) de terrain, le subdiviser et le revendre pour des lots résidentiels.
Une part importante du projet fut la construction du tunnel de Wainuiomata (en) reliant la vallée de Hutt et la vallée de Wainuiomata pour améliorer l'accès au nouveau village.
La construction du tunnel commença en 1932, mais la grande dépression entraîna un arrêt des travaux et de nombreux investisseurs de la compagnie y perdirent de l'argent.
Après la seconde guerre mondiale, une croissance majeure survint du fait du développement des maisons disponibles, qui attirèrent de nombreux jeunes couples, qui vinrent transformer la ville de Wainuiomata en une communauté de travailleurs.
L'afflux de familles plus jeunes gagna à la communauté le surnom de "Nappy Valley" dans les années 1950 .

## Gouvernance
Depuis 1989, la ville de Wainuiomata fait partie de la gouvernance de la cité de Lower Hutt.
Le « ward de Wainuiomata » couvre la banlieue et les environs ruraux du secteur, élisant 2 conseillers pour le conseil de la cité de Hutt (en).
À la suite des élections locales de 2013 (en), le ward est représenté par Campbell Barry (en)  et Margaret Willard .
Au niveau national, Wainuiomata tombe dans le secteur électoral général de Hutt South (en) et l'électorat Māori de Ikaroa-Rāwhiti (en).
Le résident de Wainuiomata et membre du Parti travailliste : Trevor Mallard (en), représente le  secteur de «Hutt South».

## Activités sportives
Wainuiomata est réputée pour son enthousiasme sportif, en particulier pour la ligue de rugby.
La Grande Finale du NRL d'Australienne en 2005 vit s'affronter les équipes, qui contenaient plusieurs des anciens membres des Wainuiomata Rugby League Club (en). [citation nécessaire]
L’enthousiasme de la ville pour les sports est relatif à un incident, qui attira l'attention des médias nationaux en avril 2009 : un gérant de motel de Palmerston North bannit tous les résidents de la ville de Wainuiomata du fait de leur arrogance.
Cela survint après une série d’infractions mineures par des visiteurs venant de là.
Les nombreuses stars sportives originaires de Wainuiomata comprennent le : rugby union All Blacks Piri Weepu, Neemia Tialata et Tana Umaga  ainsi que le joueur de du Leinster Rugby Leo Auva'a (en).

## Média
Wainuiomata fut marquée par la première série de la production de la télévision de Seven Periods with Mr Gormsby (en), dans laquelle : un homme est tué dans l’ancien collège de Wainuiomata avec l’aide de plusieurs résidents .
La série documentaire « Heartland » fit de Wainuiomata le focus d'un film de Gary McCormick (en) durant la saison de 1994.
Le show fit le succès du nom de Chloe Reeves, un aspirant chanteur de jazz, qui exprimait ses rêves romantiques tout en portant des pantoufles de tigre de marque déposée.
Reeves, ou Chloe de Wainuiomata, devint un synonyme en Nouvelle-Zélande pour la démographie de la classe socio-économique inférieure de Wainuiomata.
Margie Abbott (en), la femme d'un ancien premier ministre d'Australie, Tony Abbott, a elle aussi grandit dans Wainuiomata.

## Transport
La route de « Wainuiomata Hill Road » est la seule route majeure dans et autour de la ville de Wainuiomata, reliant la banlieue à Gracefield et la localité de Waiwhetū, 
Cette 4 voies  (formée de 2 voies dans chaque direction), est l'une des routes les plus raides de la région de Wellington dans le secteur de Gracefield, sur le côté de Lower Hutt mais la route monte de 195 mètres en 1,9 km, soit en moyenne une pente de 10,3 % .
2 bus routiers réguliers desservent Wainuiomata : le N°160 Wainuiomata North et le N°170 Wainuiomata South.
Les 2 trajets de bus partent de « Lower Hutt Queensgate » via gare d’échange de Waterloo (en), où ils sont reliés aux services de trains de la ligne de la Hutt Vallée (en) en direction de la cité de Wellington.
Le parcours du bus N°160 dessert la partie nord, au-delà de Parkway, Arakura et Glendale, alors que le parcours du bus 170 dessert la partie sud, vers «Fernlea» et Homedale ; 
les deux parcours passent par le centre commercial.
Deux services aux heures de pointe, le 80N et le 80S, suivent respectivement le trajet du 160 et du 170 dans Wainuiomata, mais se dirigent via Gracefield et Petone en express vers le centre de Wellington.
Une branche de la ligne de chemin de fer de banlieue  (voir ligne proposée de wainuiomata (en)) fut discutée à une certaine époque au cours du XXe siècle mais ne fut jamais réalisée.

## Éducation
La ville de Wainuiomata a 8 écoles : 6 écoles primaires, une école intermédiaire et une école secondaire.
- L'école Arakura School est une école d'état contribuant au primaire (allant de l'année 1 à 6) et située dans Arakura, et elle avait 159 élèves en 2019.
- L'école Fernlea School est une école d'état contribuant au primaire (allant de l'année 1 à 6) et avait 211 élèves en 2019.
- L'école Konini Primary School est une école d'état contribuant au primaire (allant de l'année 1 à 6) située dans la localité de Parkway, et avait 167 élèves en 2019. Elle fut fondée en 2002 à la suite de la fusion des écoles de « Parkway School » et « Sun Valley School ».
- L'école Pukeatua Primary School est une école d'état, primaire complète (allant de l'année 1 à  8) située dans Glendale, et avait 141 élèves en 2019. Elle fut fondée en 2002 à la suite de la fusion de « l'école de Glendale » et  de « l’école de Pencarrow ».
- L'école St Claudine Thevenet School est une école catholique intégrée  au public (en), assurant entièrement le primaire (allant de l'année 1 à 8) et avait 258 élèves en 2019. Elle fut fondée en 2005 à la suite de la fusion de « l'école St Matthew » et « l'école  St Patrick ».
- L'école secondaire de Wainuiomata (en) est une école secondaire d'état (allant de l'année 9 à 13) située dans la localité de Parkway, et qui avait un effectif de 625 élèves en 2019. Elle fut établie en 2002 à la suite de la fusion de  « Parkway College » et « Wainuiomata College ».
- L'école Wainuiomata Intermediate School est une école d'état intermédiaire (allant de l'année 7 à 8) située dans Parkway, et qui avait un effectif de 296 élèves en 2019. Elle fut établie en 2002 à la suite de la fusion de « Parkway Intermediate School » et « Wainuiomata Intermediate School ».
- L'école Wainuiomata Primary School est une école d'état contribuant au primaire (allant de l'année 1 à 6) située dans la localité de Homedale et qui avait un effectif de 251 élèves en 2019. Elle fut établie en 1857 [14] et fusionnée avec l'école de « Wood Hatton School » en 2002.

## La brigade de sapeurs pompiers
La localité de Wainuiomata a bénéficié d'une brigade de pompiers volontaires, établie en 1944, à la suite d'un incendie majeur de maisons survenu en 1943. Le premier superintendant fut  Mr J.S. Dunn.
La station de pompier, elle-même fut construite en 1945 sur un terrain à l’opposé de l’école de « Wainuiomata Primary School ».
La « Wainuiomata Development Company » fit don du terrain et du bois d’œuvre à la brigade, alors que d'autres brigades ou compagnies firent dons de tuyaux, lances et d'échelles.
La brigade de Stokes Valley a, pour sa part, fourni une pompe sur remorque Gwynne (en).
Dans les premiers temps, aucun véhicule disponible ne pouvaient tirer la pompe et la remorque lors des appels.
Souvent, ce fut un bus de 30 places qui la tira, dans la mesure où c'était un des membres fondateurs, Mr Artie Kilmister, qui était le conducteur local du bus.
En 1946, la brigade prit possession de son véritable premier engin d'intervention contre le feu : un Ford V8 Marmon-Herrington (en) 4-roues motrices.
Le camion, qui était un fourgon de l'armée de l'air, resta en service jusqu'en 1965.
Il n'avait aucun gyrophare mais seulement une sirène et quand parfois elle faisait défaut, il n'était pas inhabituel pour les membres de l'équipe perchés sur le camion de crier  "get out of the way", ou d'autres mots, qui faisaient cet effet.
La  Brigade de Wainuiomata des volontaires du feu rejoignit le « United Fire Brigades Association » de Nouvelle-Zélande (UFBA) en 1944.

## Autres lectures
- (en) Tales from the Swamp, Wainuiomata, Wainuiomata Historical Museum Society, 2000, livre de poche (ISBN 978-0-958-3678-13)
- (en) Valleys & Bays - Origins of Street Names in Lower Hutt, including Eastbourne, Petone and Wainuiomata, Lower Hutt, Lower Hutt Historical Society, 2008, livre de poche (ISBN 978-0-473-13604-8)